# Frauen sind böse
Frauen sind böse ist ein Lied des deutschen Sängers, Komponisten und Produzenten Stephan Remmler aus dem Jahr 2006.

## Hintergrund
Um das Jahr 2000 herum gab es die Idee, Stephan Remmlers frühere Band Trio zu reformieren, um ein Comeback zu starten. Er hatte bereits einige Lieder geschrieben, die er seinen ehemaligen Bandkollegen Kralle Krawinkel und Peter Behrens zur Verfügung stellte. Einer dieser neuen Songs war Frauen sind böse. Letztlich kam ein Comeback von Trio nicht zustande, da Krawinkel und Remmler sich uneins über die musikalische Ausrichtung neuer Trio-Songs waren. Es existiert jedoch eine frühe Fassung von Frauen sind böse, die auf einer Label-internen CD erschien. Krawinkel und Behrens waren an dieser Aufnahme nicht beteiligt.
Der Text des Liedes stammt von Stephan Remmler, die Musik verfasste er gemeinsam mit seinem ältesten Sohn Cecil Remmler, der das Lied auch co-produzierte.
Inhaltlich beschreibt das Lied satirisch die Unzufriedenheit eines Mannes mit dem Feminismus. Der Mann trauert den Zeiten des Patriarchats ironisch überhöht nach. Dem Lied ist ein gesprochenes Intro vorangestellt: „Wenn einer die Frauen liebt, dann ich. Aber trotzdem: Man muss doch mal drüber reden.“ Dieses Intro sollte verhindern, dass das Lied missverstanden wird. Dies wird am Ende des Songs wiederholt, als ein Telefon klingelt und die Frau des Vortragenden am Apparat ist, und er sich sofort vom Liedinhalt distanziert: „Nein! Nein, mit dir hat das überhaupt nichts zu tun, Schatz. Stimmt nicht. Kannst mir glauben. Würd ich doch nie machen. Du doch nicht.“

## Veröffentlichung

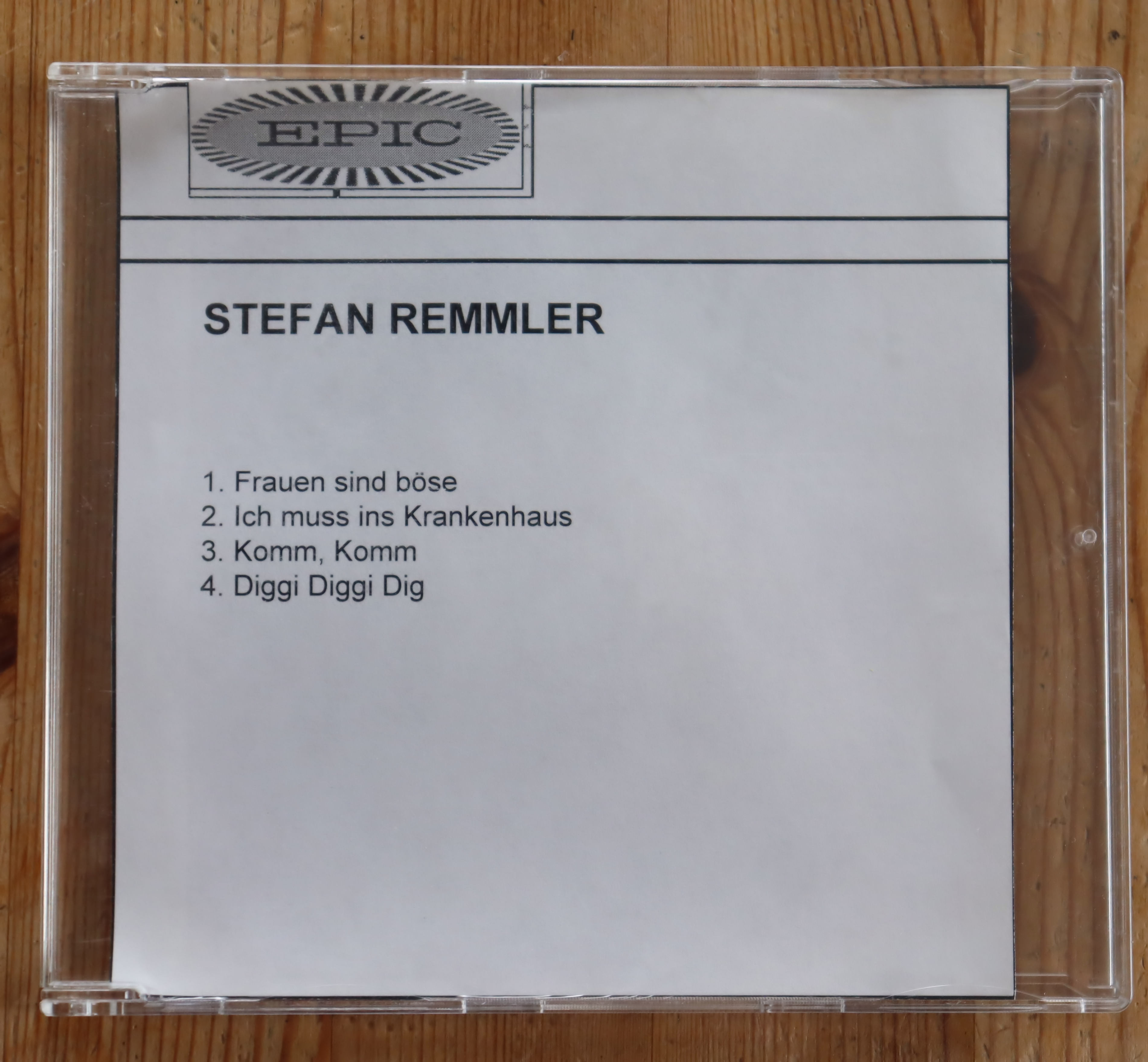
Labelinterne, nicht veröffentlichte CD mit einer Frühfassung von Frauen sind böse (ca. 2000)

Die ursprüngliche Fassung von Frauen sind böse, die um das Millennium herum entstand, blieb gänzlich unveröffentlicht.
Das Lied wurde erstmals im Januar 2006 als Airplay-Single publiziert. Vertrieben wurde es erstmals offiziell als Download-Single am 31. März 2006 bei Sony BMG. CDs wurden zwar hergestellt, diese dienten aber nur der Promotion bei Radiosendern. Es war die erste Single von Stephan Remmler nach zehn Jahren, in denen er sich aus der Öffentlichkeit komplett zurückgezogen hatte.
Am 14. Juli 2006 erschien das Lied auf Remmlers siebenten und bislang letzten Soloalbum 1, 2, 3, 4 …. Das Album war so konzipiert, dass annähernd alle Songs von anderen Künstlern überarbeitet wurden. Auf diesem Wege entstand eine Fassung von Frauen sind böse, an der Heinz Strunk mitwirkte. Eine weitere Fassung erschien in Zusammenarbeit mit der deutschen Band 2raumwohnung, deren Sängerin Inga Humpe das Label it-sounds betreibt, bei dem Remmler nun unter Vertrag stand. An dieser Fassung wirkte auch die deutsche Sängerin Toni Kater mit, die ebenfalls bei it-sounds unter Vertrag steht.
Die Zusammenarbeit mit Heinz Strunk kam zustande, nachdem Strunk in einem seiner Radio-Sketche sich über Stephan Remmler und seine Söhne Cecil Jonni Lauro lustig machte. Stephan Remmler knüpfte daraufhin Kontakt zu Strunk, und sie vereinbarten, dass Strunk bei einer Fassung von Frauen sind böse mitwirken soll.
Zu Frauen sind böse wurde von Remmlers jüngstem Sohn Lauro Remmler – zu dem Zeitpunkt zwölf Jahre alt – ein animiertes Musikvideo produziert.

## Rezeption
In den Medien stieß das Lied eher auf Unverständnis. Das deutsche Musikportal laut.de beschrieb das Lied als „schal“ und fügte hinzu, dass es sich „schnell abnutze“.
Remmler trat zwar mit dem Lied nicht im Fernsehen auf, war jedoch wiederholt Gast in Talkshows, wo er mit der Phrase „Frauen sind böse“ konfrontiert wurde. Er hob dann hervor, dass das Lied ironisch gemeint sei und man auf der Platte einen Aufkleber mit der Aufschrift „Achtung, könnte Ironie enthalten“ hätte anbringen sollen.